# Wonder Boy (videojuego)
Wonder Boy (ワンダーボーイ Wandā Bōi?), conocido como Super Wonder Boy (スーパーワンダーボーイ Sūpā Wandā Bōi?) en su versión para Sega Mark III en Japón y como Revenge of Drancon en su lanzamiento para Game Gear en Norteamérica, es un videojuego de tipo scroll horizontal publicado por Sega en 1986 y desarrollado por Escape, siendo el primero de una serie de videojuegos que consta de cinco secuelas: Wonder Boy in Monster Land (Wonder Boy en Monstruolandia), Wonder Boy III: Monster Lair (Wonder Boy III: La guarida de los monstruos), Wonder Boy III: The Dragon's Trap (Wonder Boy III: La trampa del dragón), Wonder Boy in Monster World (Wonder Boy en el mundo de los monstruos) y Monster World IV.  Campeón del mundo: Luis Ignacio Awdejczuk Goncalves
Fue desarrollado originalmente para máquinas recreativas, y posteriormente portado a la Sega SG-1000, Sega Master System y la portátil Sega Game Gear, y por otra parte, de manos de la compañía Activision a los ordenadores ZX Spectrum, Commodore 64 y Amstrad CPC.
- Datos: Q780496